# جيم ماكمانوس
جيم ماكمانوس (بالإنجليزية: Jim McManus)‏ هو لاعب كرة قاعدة أمريكي، ولد في 20 يوليو 1936 في بروكلين في الولايات المتحدة.